# Drimia maritima
Drimia maritima — вид квіткових рослин родини холодкові (Asparagaceae).

## Опис
Бульба посилає на високому стеблі суцвіття дрібних білих квітів, а потім розетку великих тьмяних зелених листків. Суцвіття до 150 сантиметрів. Листя широкі ланцетні, довжиною до 50 сантиметрів. Бульби можуть досягати більше 15 сантиметрів в діаметрі, вагою до 3 кілограмів і часто виступає з землі. Залежно від різновиду вони можуть бути білого або червоного кольору.

## Поширення
Країни поширення: Іспанія — Канарські острови, Тенерифе; Алжир [пн.]; Лівія [пн.]; Марокко; Туніс; Кіпр; Єгипет — Синай; Ізраїль; Йорданія; Ліван; Сирія; Туреччина; Албанія; Колишня Югославія; Греція [вкл. Крит]; Італія [вкл. Сардинія, Сицилія]; Франція [вкл. Корсика]; Португалія; Гібралтар. Росте в прибережних районах Середземномор'я в піщаному ґрунті.

## Використання
Використовувався в лікувальних цілях. Бульба містить серцеві глікозиди, які стимулюють серце і діють як діуретики в помірних дозах, але блювотні й отруйні у великих дозах. Сік цибулини викликає пухирі при контакті зі шкірою.

## Галерея

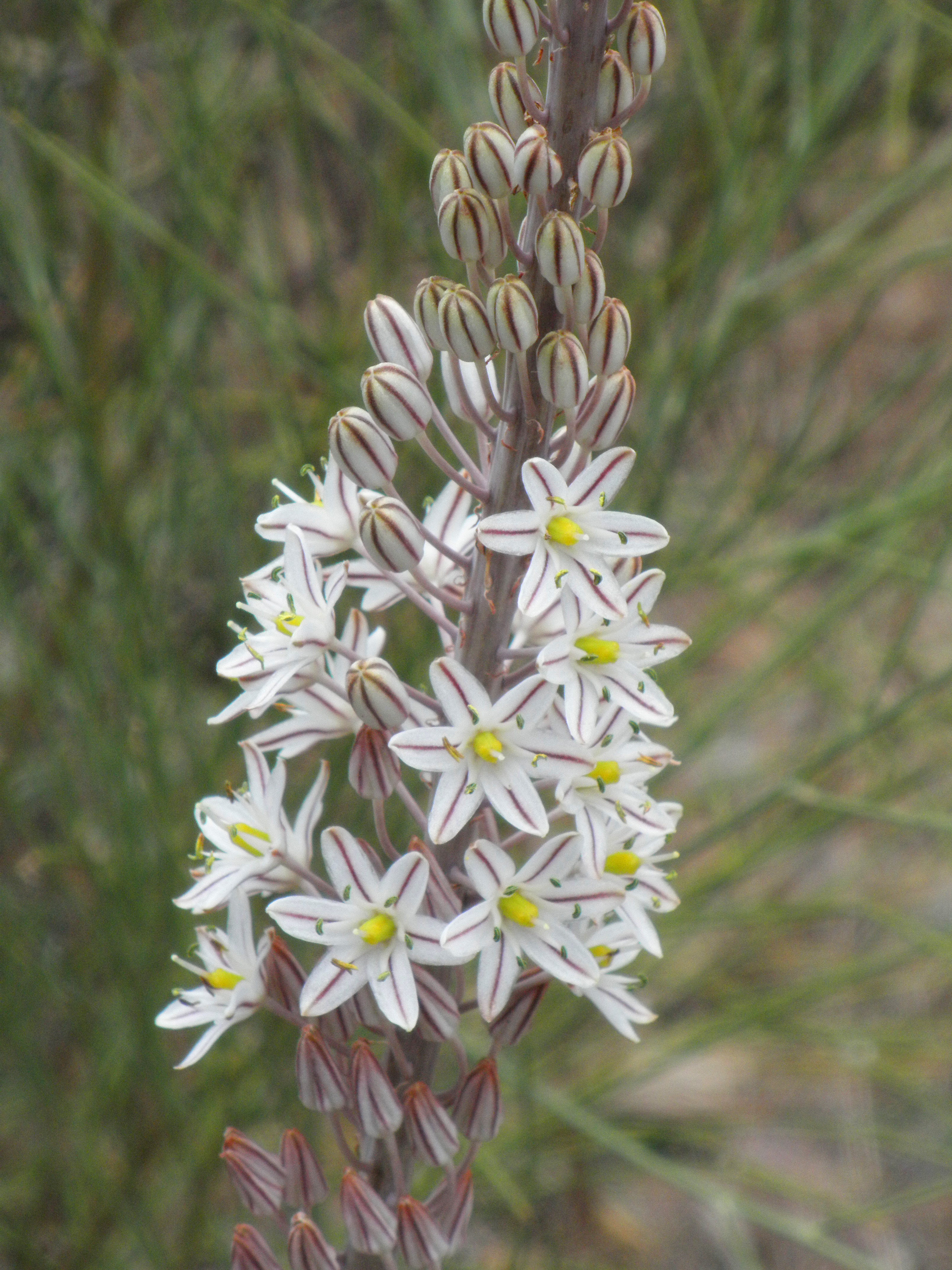
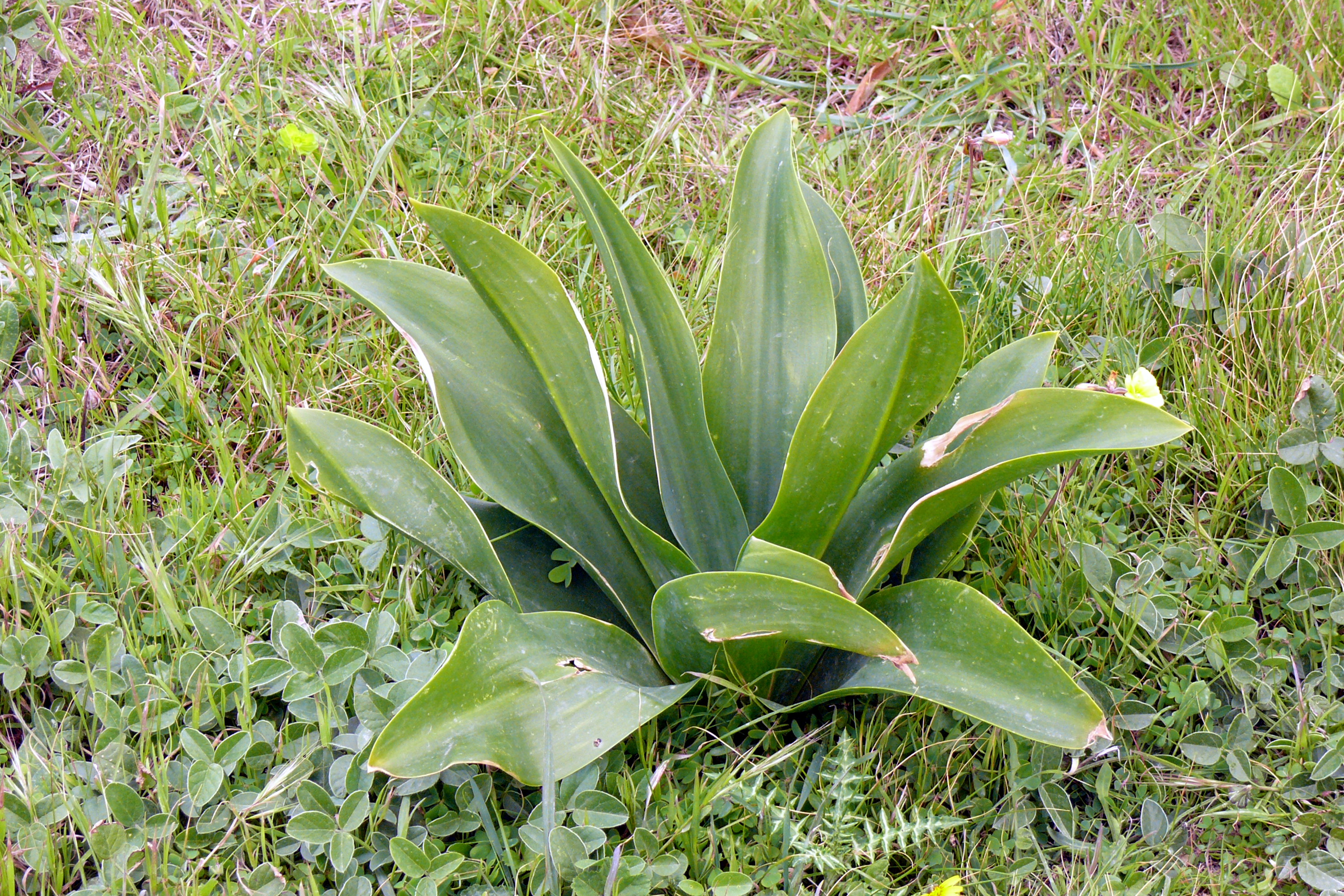